# Arius jella
Arius jella és una espècie de peix de la família dels àrids i de l'ordre dels siluriformes.

## Morfologia
Els mascles poden assolir els 30 cm de llargària total i els 500 g de pes.

## Distribució geogràfica
Es troba a l'Índia.